# 南聖里
22°59′21″N 120°14′46″E / 22.9890944°N 120.2462245°E
南聖里為中華民國臺南市東區轄下之一里，位於九期重劃區，面積約0.4065平方公里。以中山高速公路為東界且經過與仁德區為界，西臨富農街二段，南界以裕和路與關聖里為界，北至裕農路與後甲里。

## 里內設施
- 南聖•後甲社區聯合活動中心
- 南聖公園
- 家樂福超市台南裕農店
- 康是美台南裕農門市
- 星巴克台南虎尾寮門市
- 統一超商台南裕孝門市